# Filip Forman
Filip Forman, född den 4 augusti 2002, är en tjeckisk innebandysspelare som spelar för svenska Kalmarsund och tjeckiska landslaget.
Filip Forman ingick i det tjeckiska lag som tog brons i World Games år 2022 och 2025. Jan har även tagit två brons och ett silver i VM.